# 拉蒙塔涅 (上索恩省)
拉蒙塔涅（法語：La Montagne，法語發音：[la mɔ̃taɲ] ⓘ）是法国上索恩省的一个市镇，属于吕尔区。

## 地理
拉蒙塔涅（47°55'15"N, 6°35'30"E）面积12.61 平方千米，位于法国勃艮第-弗朗什-孔泰大區上索恩省，该省份为法国东部内陆省份，北起顺时针与孚日省、贝尔福地区省、杜省、汝拉省、科多尔省和上马恩省接壤。
与拉蒙塔涅接壤的市镇（或旧市镇、城区）包括：摩泽尔河畔吕、拉隆日讷、拉罗西耶尔、日尔蒙瓦勒达若勒。

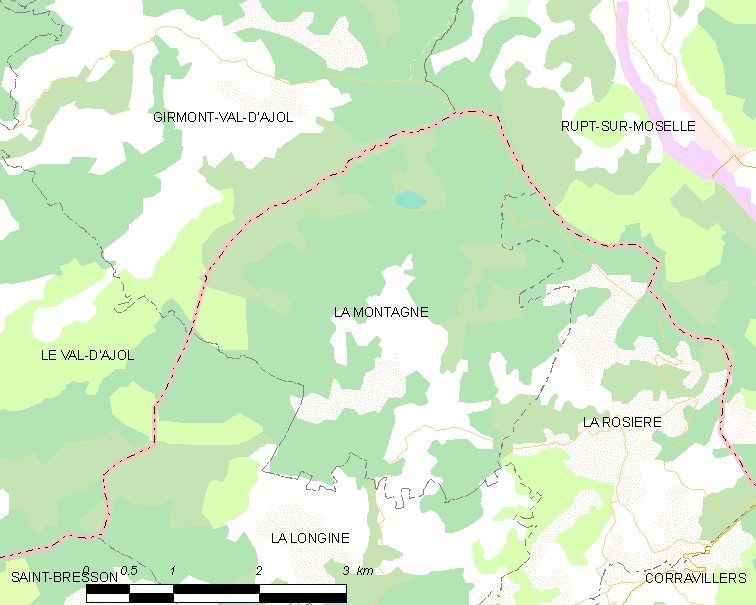
的OSM定位图

拉蒙塔涅的时区为UTC+01:00、UTC+02:00（夏令时）。

## 行政
拉蒙塔涅的邮政编码为70310，INSEE市镇编码为70352。

## 政治
拉蒙塔涅所属的省级选区为梅利塞县。

## 人口

1962-2008年间人口变化图示

拉蒙塔涅于2022年1月1日时的人口数量为38人。